# Onitis mossambicensis
Onitis mossambicensis là một loài bọ cánh cứng trong họ Bọ hung (Scarabaeidae).